# Misericórdia (arma)

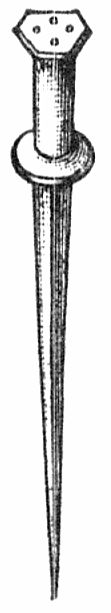
Misericórdia

Misericórdias eram um tipo uma faca longa e estreita, usada desde a Alta Idade Média para aplicar o golpe de morte (golpe de misericórdia, daí o nome da lâmina, derivada do latim  misericordia, "ato de misericórdia") para um cavaleiro gravemente ferido. A lâmina era fina o suficiente para atravessar as lacunas entre placas de blindagem.
Esta arma foi usada para despachar cavaleiros que haviam recebido ferimentos mortais, que nem sempre eram rapidamente fatais na era do combate com lâmina; poderia também ser usado como um meio de matar um adversário ativo, como durante uma luta de agarrar. A lâmina podia ser empurrada através do visor ou buraco de olhos no elmo (com o objetivo de perfurar o cérebro), ou empurrado através de buracos ou pontos fracos em armaduras, como debaixo do braço (com o objetivo de perfurar o coração). A arma ficou conhecida a partir do século XII e apareceu nos armamentos de Alemanha, Pérsia e Inglaterra.